# Portsmouth (New Hampshire)
Portsmouth è una città degli Stati Uniti d'America facente parte della contea di Rockingham nello stato del New Hampshire.
Fondata nel 1653 dal colono John Mason che volle dargli lo stesso nome dell'importante porto inglese dell'Hampshire, Portsmouth è una città portuale e meta turistica nei mesi estivi.

## Accordi di Portsmouth
Sono degli accordi siglati, dietro i buoni uffici degli Stati Uniti, tra Russia e Giappone il 5 settembre 1905. Nonostante la schiacciante superiorità registrata negli scontri del 1904 e nel corso della battaglia di Tsushima, il Giappone non possedeva i mezzi per continuare oltre lo sforzo bellico e accettò di buon grado l'offerta americana. Col trattato di pace, la Russia cedette al Giappone la metà meridionale dell'isola di Sachalin e i diritti d'affitto della penisola del Liaotung; inoltre, la Russia acconsentiva a che il Giappone avesse mano libera in Corea; infine, venne decisa l'evacuazione di entrambi gli eserciti dalla Manciuria.

## Amministrazione

### Gemellaggi
- Carrickfergus
- Nichinan
- Pärnu
- Severodvinsk